# 跡部蛮
跡部 蛮（あとべ ばん、1960年6月26日 - 、本名・木元英策）は、日本の歴史研究家（主に戦国史）、歴史作家。
古地図を持って東京都内などを歩く「江戸ぶら会」主宰。歴史関係や街歩きの著作のほか、雑誌のコラム等で執筆活動を行なっている。別の筆名として「辻 大悟」「相楽 総一」がある。大阪府大阪市出身。

## 来歴
大阪府立清水谷高等学校を経て、1983年に立命館大学経営学部経営学科を卒業した。
大学卒業後はユニバーサル証券（現・三菱UFJモルガン・スタンレー証券）、雑誌編集者を経てフリーライターとなる。46歳のとき、大学時代に関心を持った日本史の研究を本格的に行うため、「人生のセカンドステージ」として佛教大学大学院文学研究科に入学。2013年に佛教大学大学院文学研究科博士後期課程を修了し、博士（文学）を取得した。
小説仕立ての日本史の謎解き本『こちら歴史探偵事務所！　史実調査うけたまわります』で新境地に挑んでいる。
「辻 大悟」のペンネームで小説（『信長の笑み、光秀の涙』ほか）、「相楽 総一」名で社会経済問題などに関するノンフィクション（『株・手形・不動産『騙し』の手口』ほか）の執筆も行なっている。

## 著書
- 『「道」で謎解き合戦秘史 信長・秀吉・家康の天下取り』（双葉社） 2017
- 『90分で分かる新日本史 幕末維新おもしろミステリー50』（ビジネス社） 2018
- 『超真説 世界史から解読する日本史の謎』（ビジネス社） 2019
- 『信長を殺した男 明智光秀の真実』（ビジネス社） 2019
- 『明智光秀は2人いた!』（双葉社） 2019
- 『江戸東京透視図絵」（五月書房新社） 2019
- 『鎌倉幕府の謎』（ビジネス社） 2021
- 『「わきまえない女」だった北条政子』（双葉社） 2021
- 『さかのぼり武士の日本史』（ビジネス社） 2022
- 『こちら歴史探偵事務所! 史実調査うけたまわります』（五月書房新社） 2022
- 『超新説で読みとく信長・秀吉・家康の真実』（ビジネス社） 2023
- 『今さら誰にも聞けない天皇のソボクな疑問』（ビジネス社）2025、ほか多数